# Бессонова (деревня)
Бессонова — деревня в Ирбитском муниципальном образовании Свердловской области России.

## География
Деревня Бессонова «Ирбитского муниципального образования» находится в 22 километрах (по автотрассе в 27 километрах) к востоку от города Ирбит, на правом берегу реки Ница.

## Население
| 2002 | 2010 |
| ---- | ---- |
| 194  | ↘176 |